# Deutscher Sportclub Arminia Bielefeld 1983-1984
Questa voce raccoglie le informazioni riguardanti il Deutscher Sportclub Arminia Bielefeld nelle competizioni ufficiali della stagione 1983-1984.

## Stagione
Nella stagione 1983-1984 l'Arminia Bielefeld, allenato da Karlheinz Feldkamp e Gerd Roggensack, concluse il campionato di Bundesliga al 8º posto. In Coppa di Germania l'Arminia Bielefeld fu eliminato al secondo turno dal Borussia M'gladbach.

## Rosa
| N. |                     | Ruolo | Calciatore            |
| -- | ------------------- | ----- | --------------------- |
|    | Germania (bandiera) | P     | Wolfgang Kneib        |
|    | Germania (bandiera) | P     | Reiner Wilk           |
|    | Germania (bandiera) | D     | Norbert Dronia        |
|    | Germania (bandiera) | D     | Andreas Ellguth       |
|    | Germania (bandiera) | D     | Karlheinz Geils       |
|    | Germania (bandiera) | D     | Dirk Hupe             |
|    | Germania (bandiera) | D     | Detlef Schnier        |
|    | Germania (bandiera) | D     | Horst Wohlers         |
|    | Germania (bandiera) | C     | Ulrich Büscher        |
|    | Grecia (bandiera)   | C     | Efthimios Kompodietas |

| N. |                      | Ruolo | Calciatore            |
| -- | -------------------- | ----- | --------------------- |
|    | Germania (bandiera)  | C     | Stefan Kühlhorn       |
|    | Germania (bandiera)  | C     | Frank Pagelsdorf      |
|    | Germania (bandiera)  | C     | Wolfgang Pohl         |
|    | Finlandia (bandiera) | C     | Pasi Rautiainen       |
|    | Germania (bandiera)  | C     | Helmut Schröder       |
|    | Germania (bandiera)  | A     | Stefan Butz           |
|    | Germania (bandiera)  | A     | Gregor Grillemeier    |
|    | Giappone (bandiera)  | A     | Kazuo Ozaki           |
|    | Germania (bandiera)  | A     | Jörg Weber            |
|    | Germania (bandiera)  | A     | Matthias Westerwinter |

## Organigramma societario
Area tecnica
- Allenatore: Gerd Roggensack
- Allenatore in seconda:
- Preparatore dei portieri:
- Preparatori atletici:

## Calciomercato

### Sessione estiva
| Acquisti | Acquisti    | Acquisti   | Acquisti |
| R.       | Nome        | da         | Modalità |
| -------- | ----------- | ---------- | -------- |
| A        | Kazuo Ozaki | Urawa Reds |          |

| Cessioni | Cessioni         | Cessioni            | Cessioni |
| R.       | Nome             | a                   | Modalità |
| -------- | ---------------- | ------------------- | -------- |
| P        | Volker Diergardt | Union Solingen      |          |
| P        | Olli Isoaho      | Seiko               |          |
| C        | Bernd Krajczy    | Friburgo            |          |
| A        | Ewald Lienen     | Borussia M'gladbach |          |
| A        | Herbert Reiß     | Friburgo            |          |
| C        | Johannes Riedl   | Kickers Offenbach   |          |

### Sessione invernale
| Acquisti | Acquisti | Acquisti | Acquisti |
| R.       | Nome     | da       | Modalità |
| -------- | -------- | -------- | -------- |

| Cessioni | Cessioni    | Cessioni       | Cessioni |
| R.       | Nome        | a              | Modalità |
| -------- | ----------- | -------------- | -------- |
| D        | Heiko Meier | Hertha Berlino |          |

## Risultati

### Bundesliga

#### Girone di andata
| Arbitro: | Wuttke |

|                          |           |                                     |
| Littbarski 9’ Allofs 83’ | Marcatori | 24’ Ozaki 67’ Geils 80’ Grillemeier |

| Arbitro: | Barnick |

|           |           |                                      |
| Dronia 9’ | Marcatori | 7’ Del'Haye 34’ Grobe 89’ Rummenigge |

| Arbitro: | Heitmann |

|                               |           |  |
| Burgsmüller 65’ Grahammer 82’ | Marcatori |  |

| Arbitro: | Wippker |

|                                       |           |              |
| Westerwinter 6’ Pagelsdorf 15’ (rig.) | Marcatori | 49’ Borchers |

| Arbitro: | Tritschler |

|                          |           |  |
| Schatzschneider 45’, 68’ | Marcatori |  |

| Arbitro: | Horeis |

|                                       |           |                               |
| Schröder 12’ Geils 19’ Pagelsdorf 22’ | Marcatori | 40’ (rig.) Brehme 67’ Briegel |

| Arbitro: | Walz |

|                     |           |  |
| Răducanu 45’ (rig.) | Marcatori |  |

| Arbitro: | Michel |

|                                     |           |              |
| Pagelsdorf 29’ Dronia 35’ Ozaki 81’ | Marcatori | 5’ Loontiens |

| Leverkusen 1º ottobre 1983, ore 15:30 CET 9ª giornata | Bayer Leverkusen | 0 – 0 referto | Arminia Bielefeld | Ulrich-Haberland-Stadion (9 700 spett.)\| Arbitro: \| Brückner \| |
| Arbitro:                                              | Brückner         |               |                   |                                                                   |

| Bielefeld 15 ottobre 1983, ore 15:30 CET 10ª giornata | Arminia Bielefeld | 0 – 0 referto | Stoccarda | Bielefelder Alm (19 800 spett.)\| Arbitro: \| Föckler \| |
| Arbitro:                                              | Föckler           |               |           |                                                          |

| Arbitro: | Eschweiler |

|          |           |                                    |
| Pohl 19’ | Marcatori | 12’, 37’ Eðvaldsson 15’ Bockenfeld |

| Arbitro: | Schmidhuber |

|                       |           |                           |
| Hofeditz 15’ Bein 21’ | Marcatori | 24’ Ozaki 83’ Grillemeier |

| Arbitro: | Ermer |

|                           |           |  |
| Pagelsdorf 5’ Wohlers 56’ | Marcatori |  |

| Arbitro: | Correll |

|                                |           |  |
| Hollmann 5’ (rig.) Zavišić 58’ | Marcatori |  |

| Arbitro: | Pauly |

|                 |           |            |
| Grillemeier 13’ | Marcatori | 23’ Remark |

| Arbitro: | Neuner |

|                            |           |                              |
| Schulz 30’ Hupe 40’ (aut.) | Marcatori | 12’, 85’ Pagelsdorf 81’ Pohl |

| Arbitro: | Huster |

|                     |           |                   |
| Ozaki 11’ Geils 90’ | Marcatori | 77’ Rahn 82’ Mill |

#### Girone di ritorno
| Arbitro: | Umbach |

|                       |           |                        |
| Pagelsdorf 58’ (rig.) | Marcatori | 21’ Fischer 52’ Allofs |

| Arbitro: | Osmers |

|                                           |           |                |
| Rummenigge 11’, 26’ Rummenigge 72’ (rig.) | Marcatori | 65’ Rautiainen |

| Arbitro: | Stäglich |

|                  |           |  |
| Westerwinter 36’ | Marcatori |  |

| Arbitro: | Gabor |

|           |           |                 |
| Kroth 79’ | Marcatori | 25’ Grillemeier |

| Arbitro: | Neuner |

|  |           |           |
|  | Marcatori | 86’ Rolff |

| Arbitro: | Michel |

|                                                                   |           |  |
| Hübner 37’, 52’ Eilenfeldt 58’ (rig.), 83’ Allofs 65’ Nilsson 80’ | Marcatori |  |

| Bielefeld 10 marzo 1984, ore 15:30 CET 24ª giornata | Arminia Bielefeld | 0 – 0 referto | Borussia Dortmund | Bielefelder Alm (16 000 spett.)\| Arbitro: \| Correll \| |
| Arbitro:                                            | Correll           |               |                   |                                                          |

| Arbitro: | Retzmann |

|            |           |                                        |
| Gulich 85’ | Marcatori | 31’ Dronia 69’ Büscher 90’ Grillemeier |

| Arbitro: | Wiesel |

|                                     |           |  |
| Hupe 84’ Pagelsdorf 89’ (rig.), 90’ | Marcatori |  |

| Arbitro: | Werner |

|              |           |  |
| Buchwald 54’ | Marcatori |  |

| Düsseldorf 6 aprile 1984, ore 20:00 CEST 28ª giornata | Fortuna Düsseldorf | 0 – 0 referto | Arminia Bielefeld | Rheinstadion (6 800 spett.)\| Arbitro: \| Horeis \| |
| Arbitro:                                              | Horeis             |               |                   |                                                     |

| Arbitro: | Föckler |

|                                        |           |              |
| Büscher 47’ Ozaki 49’ Westerwinter 85’ | Marcatori | 13’ Hofeditz |

| Arbitro: | Walz |

|                                   |           |  |
| Meier 29’ Völler 46’ Neubarth 82’ | Marcatori |  |

| Bielefeld 5 maggio 1984, ore 15:30 CEST 31ª giornata | Arminia Bielefeld | 0 – 0 referto | Eintracht Braunschweig | Bielefelder Alm (10 000 spett.)\| Arbitro: \| Hellwig \| |
| Arbitro:                                             | Hellwig           |               |                        |                                                          |

| Arbitro: | Barnick |

|  |           |                                       |
|  | Marcatori | 72’ Grillemeier 86’ (rig.) Pagelsdorf |

| Arbitro: | Tritschler |

|                                           |           |           |
| Grillemeier 53’ (rig.) Schnier 77’ (rig.) | Marcatori | 78’ Pater |

| Arbitro: | Stäglich |

|                               |           |  |
| Mill 16’ Bruns 38’ Criens 78’ | Marcatori |  |

### Coppa di Germania
| Arbitro: | Andres |

|             |           |                                          |
| Traband 70’ | Marcatori | 6’ Westerwinter 14’ Ozaki 74’ Pagelsdorf |

| Arbitro: | Werner |

|                                       |           |  |
| Herlovsen 12’ Matthäus 65’ Krauss 90’ | Marcatori |  |

## Statistiche

### Statistiche di squadra
| Competizione      | Punti | In casa | In casa | In casa | In casa | In casa | In casa | In trasferta | In trasferta | In trasferta | In trasferta | In trasferta | In trasferta | Totale | Totale | Totale | Totale | Totale | Totale | DR  |
| Competizione      | Punti | G       | V       | N       | P       | Gf      | Gs      | G            | V            | N            | P            | Gf           | Gs           | G      | V      | N      | P      | Gf     | Gs     | DR  |
| ----------------- | ----- | ------- | ------- | ------- | ------- | ------- | ------- | ------------ | ------------ | ------------ | ------------ | ------------ | ------------ | ------ | ------ | ------ | ------ | ------ | ------ | --- |
| Bundesliga        | 33    | 17      | 8       | 5       | 4       | 25      | 18      | 17           | 4            | 4            | 9            | 15           | 31           | 34     | 12     | 9      | 13     | 40     | 49     | -9  |
| Coppa di Germania | -     | 0       | 0       | 0       | 0       | 0       | 0       | 2            | 1            | 0            | 1            | 3            | 4            | 2      | 1      | 0      | 1      | 3      | 4      | -1  |
| Totale            | 33    | 17      | 8       | 5       | 4       | 25      | 18      | 19           | 5            | 4            | 10           | 18           | 35           | 36     | 13     | 9      | 14     | 43     | 53     | -10 |

### Andamento in campionato
| Giornata  | 1 | 2  | 3  | 4  | 5  | 6 | 7  | 8 | 9 | 10 | 11 | 12 | 13 | 14 | 15 | 16 | 17 | 18 | 19 | 20 | 21 | 22 | 23 | 24 | 25 | 26 | 27 | 28 | 29 | 30 | 31 | 32 | 33 | 34 |
| --------- | - | -- | -- | -- | -- | - | -- | - | - | -- | -- | -- | -- | -- | -- | -- | -- | -- | -- | -- | -- | -- | -- | -- | -- | -- | -- | -- | -- | -- | -- | -- | -- | -- |
| Luogo     | T | C  | T  | C  | T  | C | T  | C | T | C  | C  | T  | C  | T  | C  | T  | C  | C  | T  | C  | T  | C  | T  | C  | T  | C  | T  | T  | C  | T  | C  | T  | C  | T  |
| Risultato | V | P  | P  | V  | P  | V | P  | V | N | N  | P  | N  | V  | P  | N  | V  | N  | P  | P  | V  | N  | P  | P  | N  | V  | V  | P  | N  | V  | P  | N  | V  | V  | P  |
| Posizione | 4 | 10 | 16 | 11 | 17 | 9 | 13 | 9 | 9 | 9  | 11 | 11 | 10 | 11 | 10 | 10 | 10 | 10 | 10 | 10 | 10 | 10 | 10 | 11 | 10 | 9  | 11 | 10 | 10 | 10 | 10 | 8  | 8  | 8  |

Legenda:

Luogo: C = Casa; T = Trasferta. Risultato: V = Vittoria; N = Pareggio; P = Sconfitta.

### Statistiche dei giocatori
| Giocatore       | Bundesliga | Bundesliga | Bundesliga  | Bundesliga | Coppa di Germania | Coppa di Germania | Coppa di Germania | Coppa di Germania | Totale   | Totale | Totale      | Totale     |
| Giocatore       | Presenze   | Reti       | Ammonizioni | Espulsioni | Presenze          | Reti              | Ammonizioni       | Espulsioni        | Presenze | Reti   | Ammonizioni | Espulsioni |
| --------------- | ---------- | ---------- | ----------- | ---------- | ----------------- | ----------------- | ----------------- | ----------------- | -------- | ------ | ----------- | ---------- |
| S. Butz         | 12         | 0          | 2           | 0          | 2                 | 0                 | 0                 | 0                 | 14       | 0      | 2           | 0          |
| U. Büscher      | 28         | 2          | 5           | 0          | 2                 | 0                 | 0                 | 0                 | 30       | 2      | 5           | 0          |
| N. Dronia       | 27         | 3          | 3           | 0          | 2                 | 0                 | 0                 | 0                 | 29       | 3      | 3           | 0          |
| A. Ellguth      | 2          | 0          | 1           | 0          | 0                 | 0                 | 0                 | 0                 | 2        | 0      | 1           | 0          |
| K. Geils        | 32         | 3          | 6           | 0          | 2                 | 0                 | 0                 | 0                 | 34       | 3      | 6           | 0          |
| G. Grillemeier  | 32         | 7          | 6           | 0          | 1                 | 0                 | 0                 | 0                 | 33       | 7      | 6           | 0          |
| D. Hupe         | 20         | 1          | 4           | 0          | 0                 | 0                 | 0                 | 0                 | 20       | 1      | 4           | 0          |
| W. Kneib        | 34         | 0          | 2           | 0          | 2                 | 0                 | 0                 | 0                 | 36       | 0      | 2           | 0          |
| E. Kompodietas  | 4          | 0          | 0           | 0          | 0                 | 0                 | 0                 | 0                 | 4        | 0      | 0           | 0          |
| S. Kühlhorn     | 20         | 0          | 3           | 0          | 1                 | 0                 | 0                 | 0                 | 21       | 0      | 3           | 0          |
| H. Meier        | 4          | 0          | 0           | 0          | 1                 | 0                 | 0                 | 0                 | 5        | 0      | 0           | 0          |
| K. Ozaki        | 33         | 5          | 1           | 0          | 2                 | 1                 | 0                 | 0                 | 35       | 6      | 1           | 0          |
| F. Pagelsdorf   | 32         | 10         | 0           | 0          | 2                 | 1                 | 0                 | 0                 | 34       | 11     | 0           | 0          |
| W. Pohl         | 29         | 2          | 7           | 0          | 1                 | 0                 | 0                 | 0                 | 30       | 2      | 7           | 0          |
| P. Rautiainen   | 27         | 1          | 1           | 0          | 2                 | 0                 | 0                 | 0                 | 29       | 1      | 1           | 0          |
| D. Schnier      | 32         | 1          | 5           | 0          | 2                 | 0                 | 0                 | 0                 | 34       | 1      | 5           | 0          |
| H. Schröder     | 13         | 1          | 1           | 0          | 0                 | 0                 | 0                 | 0                 | 13       | 1      | 1           | 0          |
| J. Weber        | 2          | 0          | 0           | 0          | 0                 | 0                 | 0                 | 0                 | 2        | 0      | 0           | 0          |
| M. Westerwinter | 21         | 3          | 1           | 1          | 2                 | 1                 | 0                 | 0                 | 23       | 4      | 1           | 1          |
| R. Wilk         | 0          | 0          | 0           | 0          | 0                 | 0                 | 0                 | 0                 | 0        | 0      | 0           | 0          |
| H. Wohlers      | 31         | 1          | 8           | 0          | 2                 | 0                 | 2                 | 0                 | 33       | 1      | 10          | 0          |